# Leis (Mythologie)
Leis (altgriechisch Ληίς Leïs, deutsch ‚die Saat‘, lateinisch Leis) ist eine Gestalt der griechischen Mythologie. Sie ist die Tochter des Oros, des ersten mythischen Königs von Troizen. Zusammen mit Poseidon war sie die Mutter des Althepos, der nach Oros über das Land regierte.